# نیکلای لاتیشف
نیکلای لاتیشف (روسی: Николай Гаврилович Латышев؛ ۲۲ نوامبر ۱۹۱۳ – ۱۸ فوریهٔ ۱۹۹۹) یک داور فوتبال اهل اتحاد جماهیر سوسیالیستی شوروی بود. او داوری فینال جام جهانی فوتبال ۱۹۶۲ را بر عهده داشت.